# Major League Baseball 1902
Major League Baseball 1902 var den första säsongen som bestod av både American League och National League. Ingen World Series spelades mellan vinnarna av de båda ligorna på grund av konflikt ligorna emellan, men Philadelphia Athletics vann American League medan Pittsburgh Pirates vann National League.
|                         | V  | F  | %    |
| ----------------------- | -- | -- | ---- |
| Philadelphia Athletics  | 83 | 53 | .610 |
| St. Louis Browns        | 78 | 58 | .574 |
| Boston Americans        | 77 | 60 | .562 |
| Chicago White Stockings | 74 | 60 | .552 |
| Cleveland Bronchos      | 69 | 67 | .507 |
| Washington Senators     | 61 | 75 | .449 |
| Detroit Tigers          | 52 | 83 | .385 |
| Baltimore Orioles       | 50 | 88 | .362 |

|                       | V   | F  | %    |
| --------------------- | --- | -- | ---- |
| Pittsburgh Pirates    | 103 | 36 | .741 |
| Brooklyn Superbas     | 75  | 63 | .543 |
| Boston Beaneaters     | 73  | 64 | .533 |
| Cincinnati Reds       | 70  | 70 | .500 |
| Chicago Oprhans       | 68  | 69 | .496 |
| St. Louis Cardinals   | 56  | 78 | .418 |
| Philadelphia Phillies | 56  | 81 | .409 |
| New York Giants       | 48  | 88 | .353 |

## Källa
Den här artikeln är helt eller delvis baserad på material från engelskspråkiga Wikipedia.